# ErbB3
ErbB-3 (HER3) — мембранный белок, входит в семейство рецептора эпидермального фактора роста EGFR/ErbB рецепторных тирозиновых протеинкиназ, кодируется геном человека ERBB3.  

## Функция
Семейство ErbB включает 4 мембрано-связанных тирозиновых протеинкиназ (рецептор эпидермального фактора роста, или ErbB-1, а также ErbB-2 и ErbB-4). ErbB-3 — единственный член семейства, у которого отсутствует протеинкиназная активность. ErbB-3 присутствует в мономерной или димерной форме, причём образует либо гомодимер, либо гетеродимер с любым другим белком семейства.
Связывается и активируется нейрегулином-1 и NTAK.

## Тканевая специфичность
Экспрессируется в эпителии и мозге.